# Formula 1 – sezona 1997.
| FIA Svjetsko prvenstvo Formule 1 1997. | FIA Svjetsko prvenstvo Formule 1 1997. |
|                                        | Prvak                                  |
| -------------------------------------- | -------------------------------------- |
| Vozač                                  | Jacques Villeneuve (Williams-Renault)  |
| Konstruktor                            | Williams-Renault                       |
| Prethodna sezona                       | Sljedeća sezona                        |
| 1996.                                  | 1998.                                  |

Formula 1 – sezona 1997. je bila 48. sezona u prvenstvu Formule 1. Vozilo se 17 utrka u periodu od 9. ožujka do 26. listopada 1997. godine. Svjetski prvak je postao Jacques Villeneuve, a momčadski prvak je postao Williams-Renault. U ovoj sezoni su po prvi put sudjelovale i tri nove momčadi: Prost (umjesto Ligiera), Stewart i MasterCard Lola.

## Vozači i konstruktori
| Konstruktor / Momčad                             | Šasija         | Motor                            | Gume | Broj | Vozači                | Utrke      |
| ------------------------------------------------ | -------------- | -------------------------------- | ---- | ---- | --------------------- | ---------- |
| Arrows-Yamaha Danka Arrows Yamaha                | Arrows A18     | Yamaha OX11A V10 3.0             | B    | 1    | Damon Hill            | Sve        |
| Arrows-Yamaha Danka Arrows Yamaha                | Arrows A18     | Yamaha OX11A V10 3.0             | B    | 2    | Pedro Diniz           | Sve        |
| Williams-Renault Rothmans Williams Renault       | Williams FW19  | Renault RS9 V10 3.0              | G    | 3    | Jacques Villeneuve    | 1-13       |
| Williams-Renault Rothmans Williams Renault       | Williams FW19  | Renault RS9 V10 3.0              | G    | 4    | Heinz-Harald Frentzen | 1-13       |
| Williams-Renault Rothmans Williams Renault       | Williams FW19  | Renault RS9B V10 3.0             | G    | 3    | Jacques Villeneuve    | 14-17      |
| Williams-Renault Rothmans Williams Renault       | Williams FW19  | Renault RS9B V10 3.0             | G    | 4    | Heinz-Harald Frentzen | 14-17      |
| Ferrari Scuderia Ferrari Marlboro                | Ferrari F310B  | Ferrari 046/2 V10 3.0            | G    | 5    | Michael Schumacher    | Sve        |
| Ferrari Scuderia Ferrari Marlboro                | Ferrari F310B  | Ferrari 046/2 V10 3.0            | G    | 6    | Eddie Irvine          | Sve        |
| Benetton-Renault Mild Seven Benetton Renault     | Benetton B197  | Renault RS9 V10 3.0              | G    | 7    | Jean Alesi            | 1-13       |
| Benetton-Renault Mild Seven Benetton Renault     | Benetton B197  | Renault RS9 V10 3.0              | G    | 8    | Gerhard Berger        | 1-6, 10-13 |
| Benetton-Renault Mild Seven Benetton Renault     | Benetton B197  | Renault RS9 V10 3.0              | G    | 8    | Alexander Wurz        | 7-9        |
| Benetton-Renault Mild Seven Benetton Renault     | Benetton B197  | Renault RS9B V10 3.0             | G    | 7    | Jean Alesi            | 14-17      |
| Benetton-Renault Mild Seven Benetton Renault     | Benetton B197  | Renault RS9B V10 3.0             | G    | 8    | Gerhard Berger        | 14-17      |
| McLaren-Mercedes West McLaren Mercedes           | McLaren MP4/12 | Mercedes FO 110E V10 3.0         | G    | 9    | Mika Häkkinen         | Sve        |
| McLaren-Mercedes West McLaren Mercedes           | McLaren MP4/12 | Mercedes FO 110E V10 3.0         | G    | 10   | David Coulthard       | Sve        |
| Jordan-Peugeot B&H Total Jordan Peugeot          | Jordan 197     | Peugeot A14 V10 3.0              | G    | 11   | Ralf Schumacher       | Sve        |
| Jordan-Peugeot B&H Total Jordan Peugeot          | Jordan 197     | Peugeot A14 V10 3.0              | G    | 12   | Giancarlo Fisichella  | Sve        |
| Prost-Mugen Honda Prost Gauloises Blondes        | Prost JS45     | Mugen Honda MF-301HB V10 3.0     | B    | 14   | Olivier Panis         | 1-7, 15-17 |
| Prost-Mugen Honda Prost Gauloises Blondes        | Prost JS45     | Mugen Honda MF-301HB V10 3.0     | B    | 14   | Jarno Trulli          | 8-14       |
| Prost-Mugen Honda Prost Gauloises Blondes        | Prost JS45     | Mugen Honda MF-301HB V10 3.0     | B    | 15   | Shinji Nakano         | Sve        |
| Sauber-Petronas Red Bull Sauber Petronas         | Sauber C16     | Petronas SPE-01 V10 3.0          | G    | 16   | Johnny Herbert        | Sve        |
| Sauber-Petronas Red Bull Sauber Petronas         | Sauber C16     | Petronas SPE-01 V10 3.0          | G    | 17   | Nicola Larini         | 1-5        |
| Sauber-Petronas Red Bull Sauber Petronas         | Sauber C16     | Petronas SPE-01 V10 3.0          | G    | 17   | Gianni Morbidelli     | 6-7, 11-16 |
| Sauber-Petronas Red Bull Sauber Petronas         | Sauber C16     | Petronas SPE-01 V10 3.0          | G    | 17   | Norberto Fontana      | 8-10, 17   |
| Tyrrell-Ford Cosworth PIAA Tyrrell               | Tyrrell 025    | Ford Cosworth ED4 V8 3.0         | G    | 18   | Jos Verstappen        | Sve        |
| Tyrrell-Ford Cosworth PIAA Tyrrell               | Tyrrell 025    | Ford Cosworth ED4 V8 3.0         | G    | 19   | Mika Salo             | Sve        |
| Minardi-Hart Minardi F1 Team                     | Minardi M197   | Hart 830 AV7 V8 3.0              | B    | 20   | Ukyo Katayama         | Sve        |
| Minardi-Hart Minardi F1 Team                     | Minardi M197   | Hart 830 AV7 V8 3.0              | B    | 21   | Jarno Trulli          | 1-7        |
| Minardi-Hart Minardi F1 Team                     | Minardi M197   | Hart 830 AV7 V8 3.0              | B    | 21   | Tarso Marques         | 8-17       |
| Stewart-Ford Cosworth HSBC Malaysia Stewart Ford | Stewart SF01   | Ford Cosworth JD Zetec-R V10 3.0 | B    | 22   | Rubens Barrichello    | Sve        |
| Stewart-Ford Cosworth HSBC Malaysia Stewart Ford | Stewart SF01   | Ford Cosworth JD Zetec-R V10 3.0 | B    | 23   | Jan Magnussen         | Sve        |
| Lola-Ford Cosworth Mastercard Lola F1 Team       | Lola T97/30    | Ford Cosworth ECA Zetec-R V8 3.0 | B    | 24   | Vincenzo Sospiri      | 1          |
| Lola-Ford Cosworth Mastercard Lola F1 Team       | Lola T97/30    | Ford Cosworth ECA Zetec-R V8 3.0 | B    | 25   | Ricardo Rosset        | 1          |

## Utrke
|     | Utrka                                             | 1.                                     | 2.                                       | 3.                                     |
| --- | ------------------------------------------------- | -------------------------------------- | ---------------------------------------- | -------------------------------------- |
|     |                                                   |                                        |                                          |                                        |
| 1.  | VN Australije, Melbourne 9. ožujka 1997.          | David Coulthard McLaren-Mercedes       | Michael Schumacher Ferrari               | Mika Häkkinen McLaren-Mercedes         |
| 2.  | VN Brazila, Interlagos 30. ožujka 1997.           | Jacques Villeneuve Williams-Renault    | Gerhard Berger Benetton-Renault          | Olivier Panis Prost-Mugen Honda        |
| 3.  | VN Argentine, Buenos Aires 13. travnja 1997.      | Jacques Villeneuve Williams-Renault    | Eddie Irvine Ferrari                     | Ralf Schumacher Jordan-Peugeot         |
| 4.  | VN San Marina, Imola 27. travnja 1997.            | Heinz-Harald Frentzen Williams-Renault | Michael Schumacher Ferrari               | Eddie Irvine Ferrari                   |
| 5.  | VN Monaka, Monte Carlo 11. svibnja 1997.          | Michael Schumacher Ferrari             | Rubens Barrichello Stewart-Ford Cosworth | Eddie Irvine Ferrari                   |
| 6.  | VN Španjolske, Catalunya 25. svibnja 1997.        | Jacques Villeneuve Williams-Renault    | Olivier Panis Prost-Mugen Honda          | Jean Alesi Benetton-Renault            |
| 7.  | VN Kanade, Montreal 15. lipnja 1997.              | Michael Schumacher Ferrari             | Jean Alesi Benetton-Renault              | Giancarlo Fisichella Jordan-Peugeot    |
| 8.  | VN Francuske, Magny-Cours 29. lipnja 1997.        | Michael Schumacher Ferrari             | Heinz-Harald Frentzen Williams-Renault   | Eddie Irvine Ferrari                   |
| 9.  | VN Velike Britanije, Silverstone 13. srpnja 1997. | Jacques Villeneuve Williams-Renault    | Jean Alesi Benetton-Renault              | Alexander Wurz Benetton-Renault        |
| 10. | VN Njemačke, Hockenheim 27. srpnja 1997.          | Gerhard Berger Benetton-Renault        | Michael Schumacher Ferrari               | Mika Häkkinen McLaren-Mercedes         |
| 11. | VN Mađarske, Hungaroring 10. kolovoza 1997.       | Jacques Villeneuve Williams-Renault    | Damon Hill Arrows-Yamaha                 | Johnny Herbert Sauber-Petronas         |
| 12. | VN Belgije, Spa-Francorchamps 24. kolovoza 1997.  | Michael Schumacher Ferrari             | Giancarlo Fisichella Jordan-Peugeot      | Heinz-Harald Frentzen Williams-Renault |
| 13. | VN Italije, Monza 7. rujna 1997.                  | David Coulthard McLaren-Mercedes       | Jean Alesi Benetton-Renault              | Heinz-Harald Frentzen Williams-Renault |
| 14. | VN Austrije, Spielberg 21. rujna 1997.            | Jacques Villeneuve Williams-Renault    | David Coulthard McLaren-Mercedes         | Heinz-Harald Frentzen Williams-Renault |
| 15. | VN Luksemburga, Nürburgring 28. rujna 1997.       | Jacques Villeneuve Williams-Renault    | Jean Alesi Benetton-Renault              | Heinz-Harald Frentzen Williams-Renault |
| 16. | VN Japana, Suzuka 12. listopada 1997.             | Michael Schumacher Ferrari             | Heinz-Harald Frentzen Williams-Renault   | Eddie Irvine Ferrari                   |
| 17. | VN Europe, Jerez 26. listopada 1997.              | Mika Häkkinen McLaren-Mercedes         | David Coulthard McLaren-Mercedes         | Jacques Villeneuve Williams-Renault    |
|     |                                                   |                                        |                                          |                                        |

## Konačni poredak

### Vozači
| Poz. | Vozač                 | AUS | BRA | ARG | SMR | MON | ESP | CAN | FRA | GBR | GER | HUN | BEL | ITA | AUT | LUX | JPN | EUR | Bodovi |
| ---- | --------------------- | --- | --- | --- | --- | --- | --- | --- | --- | --- | --- | --- | --- | --- | --- | --- | --- | --- | ------ |
| 1.   | Jacques Villeneuve    | Ret | 1   | 1   | Ret | Ret | 1   | Ret | 4   | 1   | Ret | 1   | 5   | 5   | 1   | 1   | DSQ | 3   | 81     |
| DSQ  | Michael Schumacher    | 2   | 5   | Ret | 2   | 1   | 4   | 1   | 1   | Ret | 2   | 4   | 1   | 6   | 6   | Ret | 1   | Ret | 78     |
| 2.   | Heinz-Harald Frentzen | 8   | 9   | Ret | 1   | Ret | 8   | 4   | 2   | Ret | Ret | Ret | 3   | 3   | 3   | 3   | 2   | 6   | 42     |
| 3.   | David Coulthard       | 1   | 10  | Ret | Ret | Ret | 6   | 7   | 7   | 4   | Ret | Ret | Ret | 1   | 2   | Ret | 10  | 2   | 36     |
| 4.   | Jean Alesi            | Ret | 6   | 7   | 5   | Ret | 3   | 2   | 5   | 2   | 6   | 11  | 8   | 2   | Ret | 2   | 5   | 13  | 36     |
| 5.   | Gerhard Berger        | 4   | 2   | 6   | Ret | 9   | 10  |     |     |     | 1   | 8   | 6   | 7   | 10  | 4   | 8   | 4   | 27     |
| 6.   | Mika Häkkinen         | 3   | 4   | 5   | 6   | Ret | 7   | Ret | Ret | Ret | 3   | Ret | DSQ | 9   | Ret | Ret | 4   | 1   | 27     |
| 7.   | Eddie Irvine          | Ret | 16  | 2   | 3   | 3   | 12  | Ret | 3   | Ret | Ret | 9   | 10  | 8   | Ret | Ret | 3   | 5   | 24     |
| 8.   | Giancarlo Fisichella  | Ret | 8   | Ret | 4   | 6   | 9   | 3   | 9   | 7   | 11  | Ret | 2   | 4   | 4   | Ret | 7   | 11  | 20     |
| 9.   | Olivier Panis         | 5   | 3   | Ret | 8   | 4   | 2   | 11  |     |     |     |     |     |     |     | 6   | Ret | 7   | 16     |
| 10.  | Johnny Herbert        | Ret | 7   | 4   | Ret | Ret | 5   | 5   | 8   | Ret | Ret | 3   | 4   | Ret | 8   | 7   | 6   | 8   | 15     |
| 11.  | Ralf Schumacher       | Ret | Ret | 3   | Ret | Ret | Ret | Ret | 6   | 5   | 5   | 5   | Ret | Ret | 5   | Ret | 9   | Ret | 13     |
| 12.  | Damon Hill            | DNS | 17  | Ret | Ret | Ret | Ret | 9   | 12  | 6   | 8   | 2   | 13  | Ret | 7   | 8   | 11  | Ret | 7      |
| 13.  | Rubens Barrichello    | Ret | Ret | Ret | Ret | 2   | Ret | Ret | Ret | Ret | Ret | Ret | Ret | 13  | 14  | Ret | Ret | Ret | 6      |
| 14.  | Alexander Wurz        |     |     |     |     |     |     | Ret | Ret | 3   |     |     |     |     |     |     |     |     | 4      |
| 15.  | Jarno Trulli          | 9   | 12  | 9   | Ret | Ret | 15  | Ret | 10  | 8   | 4   | 7   | 15  | 10  | Ret |     |     |     | 3      |
| 16.  | Pedro Diniz           | 10  | Ret | Ret | Ret | Ret | Ret | 8   | Ret | Ret | Ret | Ret | 7   | Ret | 13  | 5   | 12  | Ret | 2      |
| 17.  | Mika Salo             | Ret | 13  | 8   | 9   | 5   | Ret | Ret | Ret | Ret | Ret | 13  | 11  | Ret | Ret | 10  | Ret | 12  | 2      |
| 18.  | Shinji Nakano         | 7   | 14  | Ret | Ret | Ret | Ret | 6   | Ret | 11  | 7   | 6   | Ret | 11  | Ret | Ret | Ret | 10  | 2      |
| 19.  | Nicola Larini         | 6   | 11  | Ret | 7   | Ret |     |     |     |     |     |     |     |     |     |     |     |     | 1      |
| 20.  | Jan Magnussen         | Ret | Ret | 10  | Ret | 7   | 13  | Ret | Ret | Ret | Ret | Ret | 12  | Ret | Ret | Ret | Ret | 9   | 0      |
| 21.  | Jos Verstappen        | Ret | 15  | Ret | 10  | 8   | 11  | Ret | Ret | Ret | 10  | Ret | Ret | Ret | 12  | Ret | 13  | 16  | 0      |
| 22.  | Gianni Morbidelli     |     |     |     |     |     | 14  | 10  |     |     |     | Ret | 9   | 12  | 9   | 9   | Ret |     | 0      |
| 23.  | Norberto Fontana      |     |     |     |     |     |     |     | Ret | 9   | 9   |     |     |     |     |     |     | 14  | 0      |
| 24.  | Ukyo Katayama         | Ret | 18  | Ret | 11  | 10  | Ret | Ret | 11  | Ret | Ret | 10  | 14  | Ret | 11  | Ret | Ret | 17  | 0      |
| 25.  | Tarso Marques         |     |     |     |     |     |     |     | Ret | 10  | Ret | 12  | Ret | 14  | EXC | Ret | Ret | 15  | 0      |
| —    | Vincenzo Sospiri      | DNQ | DNP |     |     |     |     |     |     |     |     |     |     |     |     |     |     |     | 0      |
| —    | Ricardo Rosset        | DNQ | DNP |     |     |     |     |     |     |     |     |     |     |     |     |     |     |     | 0      |
| Poz. | Vozač                 | AUS | BRA | ARG | SMR | MON | ESP | CAN | FRA | GBR | GER | HUN | BEL | ITA | AUT | LUX | JPN | EUR | Bodovi |

| Boja       | Rezultat                   | Oznaka boje |
| ---------- | -------------------------- | ----------- |
| Zlato      | 1. mjesto                  | #FFFFBF     |
| Srebro     | 2. mjesto                  | #DFDFDF     |
| Bronca     | 3. mjesto                  | #FFDF9F     |
| Zeleno     | U cilju osvojivši bodove   | #DFFFDF     |
| Plavo      | U cilju bez bodova         | #CFCFFF     |
| Ljubičasto | Nije završio utrku (Ret)   | #EFCFFF     |
| Ljubičasto | Nije klasificiran (NC)     | #EFCFFF     |
| Crveno     | Nije se kvalificirao (DNQ) | #FFCFCF     |
| Crno       | Diskvalificaran (DSQ)      | #000000     |
| Bijelo     | Nije startao (DNS)         | #FFFFFF     |
| Bez boje   | Nije sudjelovao            |             |
| Bez boje   | Bolovanje (INJ)            |             |
| Bez boje   | Isključen (EX)             |             |

- Michael Schumacher je diskvalificiran iz konačnog poretka zbog opasne vožnje na Velikoj nagradi Europe.

### Konstruktori
| Pozicija | Konstruktor           | Bodovi |
| -------- | --------------------- | ------ |
| 1.       | Williams-Renault      | 123    |
| 2.       | Ferrari               | 102    |
| 3.       | Benetton-Renault      | 67     |
| 4.       | McLaren-Mercedes      | 63     |
| 5.       | Jordan-Peugeot        | 33     |
| 6.       | Prost-Mugen Honda     | 21     |
| 7.       | Sauber-Petronas       | 16     |
| 8.       | Arrows-Yamaha         | 9      |
| 9.       | Stewart-Ford Cosworth | 6      |
| 10.      | Tyrrell-Ford Cosworth | 2      |
| 11.      | Minardi-Hart          | 0      |